# Parelius Finnerud
Parelius Finnerud (Parelius Normeyer Finnerud; * 20. Oktober 1888 in Oslo; † 9. Dezember 1969 ebd.) war ein norwegischer Langstreckenläufer.
Bei den Olympischen Spielen 1912 in Stockholm kam er im Crosslauf in der Mannschaftswertung auf den vierten und in der Einzelwertung auf den 20. Platz.
1914 wurde er Norwegischer Meister über 10.000 m.